# Право-Пішково
Пра́во-Пішко́во (рос. Право-Пешково) — село у складі Нерчинського району Забайкальського краю, Росія. Входить до складу Пішковського сільського поселення.
Стара назва — Пішково.

## Населення
Населення — 142 особи (2010; 134 у 2002).
Національний склад (станом на 2002 рік):
- росіяни — 100 %